# Schloss Juval

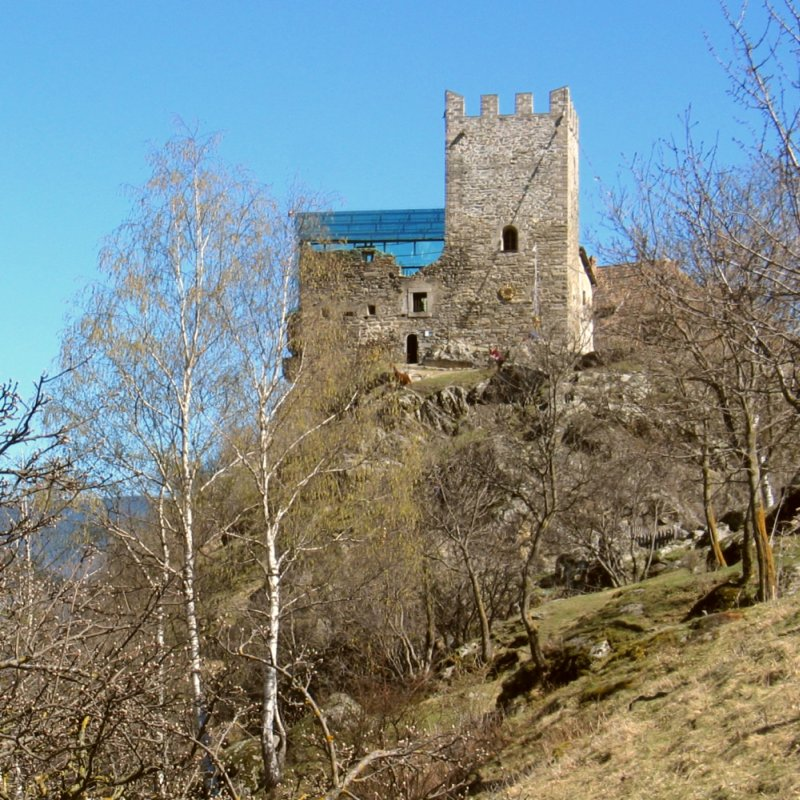
Torturm mit dem Glasdach, das die Exponate der Tibetika-Sammlung im Innenhof schützt

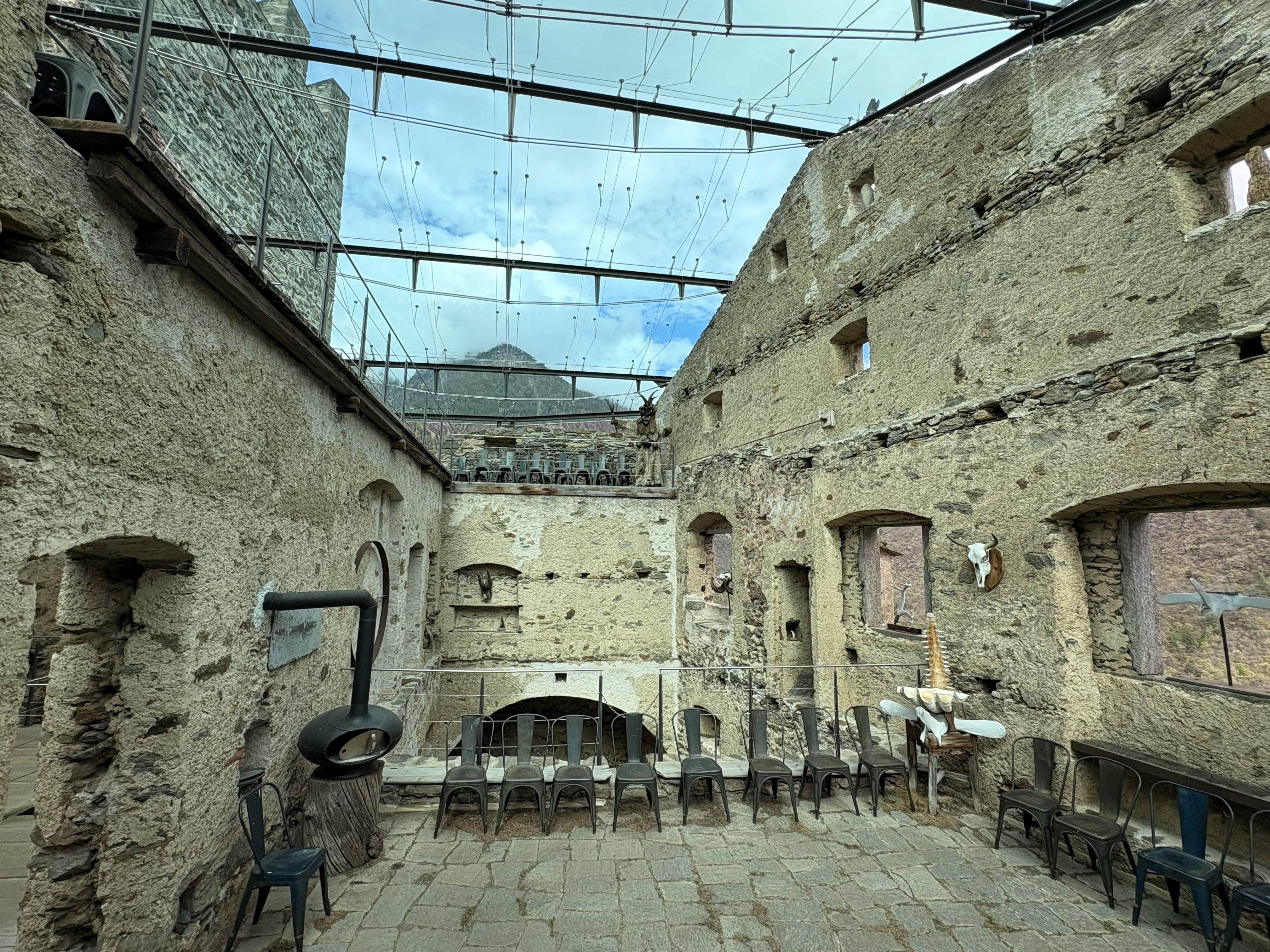
Unter dem Glasdach

Das Schloss Juval ist eine mittelalterliche Burg mit romanischem Kern im Vinschgau in Südtirol (Italien). Sie befindet sich auf einem Hügel über dem Ausgang des Schnalstals ins Etschtal, auf etwa 1.000 m über Meereshöhe. Die nächstgelegene Ortschaft ist Staben in der Gemeinde Naturns, die Burg steht jedoch im Gemeindegebiet von Kastelbell-Tschars.

## Etymologie
Der Name Juval, der im Laufe der Zeit in verschiedenen Schreibweisen, wie Jufal, Jufahl, Juvale, Juwaal oder Jufaal auftaucht, könnte sich vom lateinisch iugum altum, iugum vallis (iugum bedeutet Joch, Übergang, Kummet) bzw. von iuvalis, zum Joch, Übergang gehörig, oder vom rätoromanischen ju-val, was draußen, drunten im Tal bedeutet, herleiten lassen. Der manchmal anzutreffende Bezug zur Sakralbezeichnung Mons Jovis (Berg Jupiters), die für kuppige, kopfähnliche Bergformationen an wichtigen Wegverbindungen in Gebrauch war, sei hingegen wenig wahrscheinlich. Es scheint gesichert, dass der Name der Burg erst nachträglich auch für den Bergrücken und für die dortige Streusiedlung in Gebrauch kam.

## Geschichte

### Prähistorische Siedlungsspuren
Bei Bau- und Straßenarbeiten an verschiedenen Stellen der Burgfelsenhänge von Juval sind Reste von Siedlungen gefunden und untersucht worden, die ein Siedlungskontinuum vom Neolithikum bis zur Endbronzezeit vermuten lassen. Die Felsplattform wird sich als Aussichtspunkt und als gut verteidigbarer Standort angeboten haben, an der zudem der einzige begehbare Talzugang in das Schnalstal vorbeiführte. Über die Rolle des Felsplateaus während dieser Siedlungstätigkeiten können nur Mutmaßungen angestellt werden, da mögliche Spuren beim Bau der Burg verloren gegangen sind.

### Mittelalter
Die Burg wird das erste Mal 1278 in einer Urkunde erwähnt. Darin nennt sich ihr Besitzer Hugo von Montalban nach dieser Burg: dominus Hugo de Juval […] curia super castro Juval und Hougelinus de Juval. Ein in einer Nische der Wehrmauer eingemeißeltes Steinkreuz in karolingischer Form und zwei dem 12. Jahrhundert zugeschriebene Flechtwerksteine aus Marmor mit für das Frühmittelalter und für die karolingische Periode typischem Zierwerk lassen den Schluss zu, dass es eine befestigte Anlage schon vorher gegeben hat. Die Herren von Montalban, ein erst im 11. Jahrhundert in Tirol ansässig gewordenes welfisches Dienstmannengeschlecht, hatten im Mittelvinschgau mehrere Lehen, besaßen ein halbes Dutzend der wichtigsten Burgen (Montalban, Kastelbell, Schlandersberg, Galsaun, Schnals, Untermontani und Juval) und übten durch die hohe Gerichtsbarkeit eine beherrschende Stellung aus. Zu ihrem Grundbesitz zählten auch alle Höfe von Juval. Während sich ihr bedeutendster Vertreter, Schwicker III., mit dem Grafen Albert III. von Tirol offenbar gut verstand und um 1235 sogar Podestà von Trient war, verloren die Montalbaner unter der Herrschaft des Grafen Meinhard II. sehr rasch ihre einflussreiche Position. Die Burg Juval wird 1293 als zum landesfürstlichen Besitz gehörig erwähnt.
In der Folge wurde die Burg zunächst gegen Burghut vergeben, ab 1315 scheint sie als Lehen auf:
- 1293 Äblin de Parschinnes
- 1298 und 1300 Christian de P(ar)schinnes (Partschins)
- 1313 Wilhalmus de Prunnenberch
- ab 1315 Albert von Camian (angeblich ein natürlicher Sohn von Meinhard II.), gegen 10 Berner. In dieser Zeit belegen Rechnungen Ausbesserungsarbeiten an der Burg.
- Friedrich Zobl erhielt die Burg als Lehen, über seine Tochter und Erbin Beatrix gelangte sie
- 1340 an deren Gatten, den Hofnotar Albrecht von Aichach. In dieser Zeit wurde die Burg kostspielig umgebaut.
- 1351 wurde sie unter der Regierung Ludwigs von Brandenburg dem bayrischen Ritter Erhard von Häl, auch Einhard von Holen genannt, als Lehen überlassen.
- Nach dessen Tod 1363 überließ die Landesfürstin Margarete die Burg Ulrich von Matsch. Der Habsburger Rudolf der Stifter nahm sie ihm umgehend wieder ab und reichte sie an seinen aus Österreich stammenden Günstling Rudolf von Ems weiter.
- 1388 folgten ihm die mächtigen Herren von Starkenberg, die sich später in den Adelsrevolten gegen Friedrich mit der leeren Tasche besonders hervortaten.
- Ihnen wurde die Burg 1422 von Herzog Friedrich abgenommen, der sie im Tauschwege vier Jahre später an Peter von Liebenberg vergab.
- Ab 1440 wurde die Burg von landesfürstlichen Pflegern verwaltet, die in der Zeit Siegmunds des Münzreichen und des Kaisers Maximilian I. zwar immer wieder bauliche Maßnahmen durchführten, aber damit den stetigen Verfall des Bauwerks nicht aufhalten konnten. Ab 1492 versuchten die Bewohner von Tschars zunächst vergeblich, den Pfleger der Burg und das Kartäuserkloster in Schnals für ein Waalbauprojekt zu gewinnen. Erst das Einschreiten des Kaisers Maximilian I., der den Gefolgsmann Hans Hendl als Vermittler einsetzte, half der Gemeinde Tschars weiter, sodass sie schließlich mit den langwierigen Bauarbeiten zum 11 km langen Tscharser Schnalswaal beginnen konnte.

### Hans Sinkmoser
Ferdinand I. vergab die Burg 1526 seinem Rat und Sekretär Andre Teubler als Mannslehen. Dessen Sohn Johann verstarb 1537 ohne Nachkommen, und Gaudenz von Madrutz wurde mit der Burg belehnt. Aber schon wenige Monate später veranlasste Ferdinand I. eine Schätzung des Lehens, die 897 Gulden für die Burggüter ergab. Die Burg selber wurde wegen ihrer Baufälligkeit erst gar nicht in die Schätzung einbezogen.
Nach einigem Hin und Her wurde die Burg 1540 vom damaligen Inhaber des Kellenamtes von Tirol, Hans Sinkmoser (auch: Singkmoser), erworben. Er gehörte einem in Tirol eingewanderten schwäbischen Adelsgeschlecht an. Sein Vater war Bürgermeister und sein Bruder Stadtrichter von Hall. Das Kellenamt war Wirtschafts- und Verwaltungszentrale des Landes, dem die Kontrolle der Geld- und Naturalabgaben oblag und dem die Steuerabgaben und die Gerichtsbarkeit unterstellt waren. 1530 hatte Sinkmoser hierzu ein umfängliches Einkünfteverzeichnis, das Vrbarbuch des kellnambts zu Tirol, angelegt. Er war zudem öfters sachkundiger Schätzmeister und wurde in dieser Funktion auf Burg Juval aufmerksam. Er ging unverzüglich daran, die Burg im Renaissance-Stil zu einem repräsentativen Wohnschloss umzubauen, das seine Form bis in die heutige Zeit weitgehend beibehalten hat. Auf Hans Sinkmoser folgten 1566 sein Sohn Josef und dessen Vetter Anton, die sich freilich aus Kostengründen schon bald außerstande sahen, dieses Erbe fortzuführen, und es 1581 dem Landesfürsten zurückgaben.
In ihre Fußstapfen trat die einflussreiche und begüterte Familie Hendl, der 1697 von Kaiser Leopold die Grafenwürde verliehen wurde. Ursprünglich nicht von Adel, waren die Hendl Burgmannen und Verwalter auf den Burgen Fernstein, Ehrenberg und Neustarkenberg gewesen und nachweislich seit 1474 Herren auf Schloss Goldrain. Die Hendls bewohnten das Schloss jedoch nicht selbst und tätigten auch keine nennenswerten Investitionen. Nach den Tiroler Freiheitskriegen, bei denen sich die Hendls finanziell stark engagierten, konnten sie ihre wirtschaftliche Stärke nicht mehr aufrechterhalten und boten das Schloss zum Verkauf an. Eine Versteigerung ging zwar ohne Gebot über die Bühne, aber einige Tage später meldeten sich die Brüder Joseph und Mathias Nischler, Bauern aus der unmittelbaren Nachbarschaft, auf Juval und erwarben die ganze Liegenschaft am 15. September 1815 um 13.151 Gulden. Sie veräußerten das Juvalgut 1823 an das Ehepaar Martin Torggler und Karlina Siller weiter, die es vier Jahre später in einem Konkursverfahren wieder verloren, in welchem Joseph Blaas aus Latsch für 6.719 Gulden den Zuschlag erhielt. Die Burg diente nun der Bauernfamilie mit ihren zwei Söhnen eine Zeitlang als Stall, Stadel und Wohnung. 1839 wurde bei den Behörden um eine Hofteilung angesucht, der stattgegeben wurde. Zwischen 1880 und 1890 wurden hinter dem Schloss zwei Bauerngehöfte erbaut, in die die Familien umzogen und bei deren Errichtung hauptsächlich das Mauerwerk des Schlosses verwendet wurde.

### William Robert Rowland
Dem weit fortgeschrittenen Verfall gebot der in Wien 1869 als Sohn eines Engländers und einer Österreicherin geborene William Robert Rowland Einhalt. Rowland hatte in Sumatra (damals Niederländisch-Indien) und in Malaysia (unter britischer Kolonialherrschaft) Kaffee-, Kautschuk- und Tabakplantagen erworben und sich auch als freier Autor und Journalist betätigt. Durch irgendeinen Umstand auf die Burg aufmerksam geworden, beauftragte Rowland am 2. Dezember 1913 Paul Ladurner aus Mals, in seinem Namen Verhandlungen zum Erwerb der Ruine zu führen. Am 27. März 1914 wechselt die Burg für 10.000 Kronen den Besitzer. Seine Pläne, die Burg aufwendig zu sanieren, durchkreuzte zunächst der Erste Weltkrieg. Rowland wurde auf einer Südseeinsel interniert, sein Besitz beschlagnahmt. Nach dem Krieg wurde der Besitz wieder freigegeben, und Rowland erhielt eine hohe Entschädigung. Nach Europa zurückgekehrt, begann er seine Pläne in die Tat umzusetzen. Unter der Planung und Bauleitung des Meraner Architekten Adalbert Wietek wurde die Burg ab 1923 in fünf Jahren vorbildlich saniert, wobei mehrmals Widerstände und sogar Baustopps seitens des zuständigen Denkmalamtes von Trient überwunden werden mussten.
Rowlands Interesse galt nicht nur der eigentlichen Burg, besonders hatten es ihm die zur Liegenschaft gehörenden Bauernhöfe angetan, auf denen er Vieh hielt, Geflügel züchtete und Äpfel und Wein anbaute. 1930 arrondierte er seinen Besitz, indem der den unteren Schlosshof hinzu erwarb. Neben seiner Sekretärin, Gertrud Fleischmann (er ehelichte sie 1937, nachdem seine Ehefrau Martha 1931 verstorben war), beschäftigte er auf seinen Gütern dauerhaft etwa 20 Personen. Dieser Zustand wurde ganz abrupt am Beginn des Jahres 1939 beendet: Rowland musste über Nacht das Land verlassen und ließ sich in München nieder. Über die Gründe und über den unmittelbaren Anlass existieren nur Gerüchte, aber seine Sympathien für die Deutschen könnten eine wichtige Rolle gespielt haben. Die Burg wurde Mitte 1943 von den Deutschen beschlagnahmt und als Schuh- und Wäschefabrik genutzt, in denen etwa 40 Gefangene unter katastrophalen Bedingungen ihre Arbeit verrichten mussten.

### Reinhold Messner
Nach dem Tode Rowlands am 19. Februar 1948 wurde der Besitz am 18. Januar 1949 dessen Witwe Gertrud überschrieben. Sie bezog das Gesindehaus des Schlosses, denn das Schloss selbst war zu diesem Zeitpunkt schon wieder so ruinös, dass es nicht mehr bewohnbar war. 1954 heiratete sie den Vetter ihres Mannes, Werner Eiselt, zog zu ihm nach Innsbruck und verkaufte den ganzen Besitz am 2. März 1954 dem Meraner Ingenieur Hans Klotzner. Dessen Absicht, die Burg soweit instand zu setzen, dass sie bewohnbar blieb, wurde jedoch nicht umgesetzt. Sie verfiel weiter und wurde 1983 vom Südtiroler Extrembergsteiger Reinhold Messner entdeckt, der sich mit Klotzner in Verbindung setzte und das Schloss am 18. Juli 1983 für umgerechnet 60.000 DM erwarb. Das Schloss wurde restauriert und diente bis Juni 2025 als Wohnsitz des Bergsteigers. Es beherbergt zudem dessen Tibetika-Sammlung und weitere Sammelstücke. Schloss und Sammlung, die jetzt das Messner Mountain Museum Juval bilden, können besichtigt werden.

Teile der Tibetica-Sammlung im Innenhof
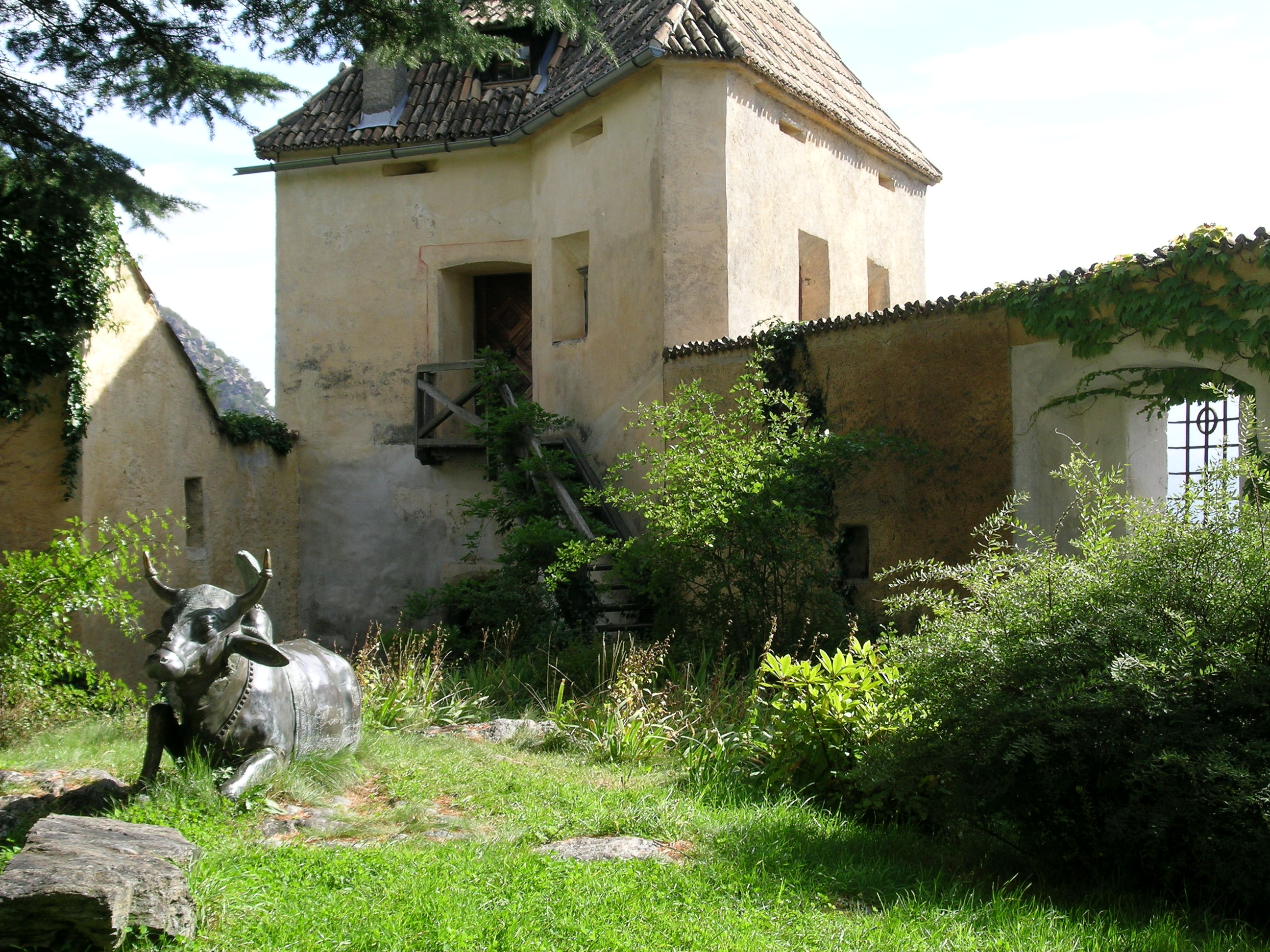
Der Innenhof
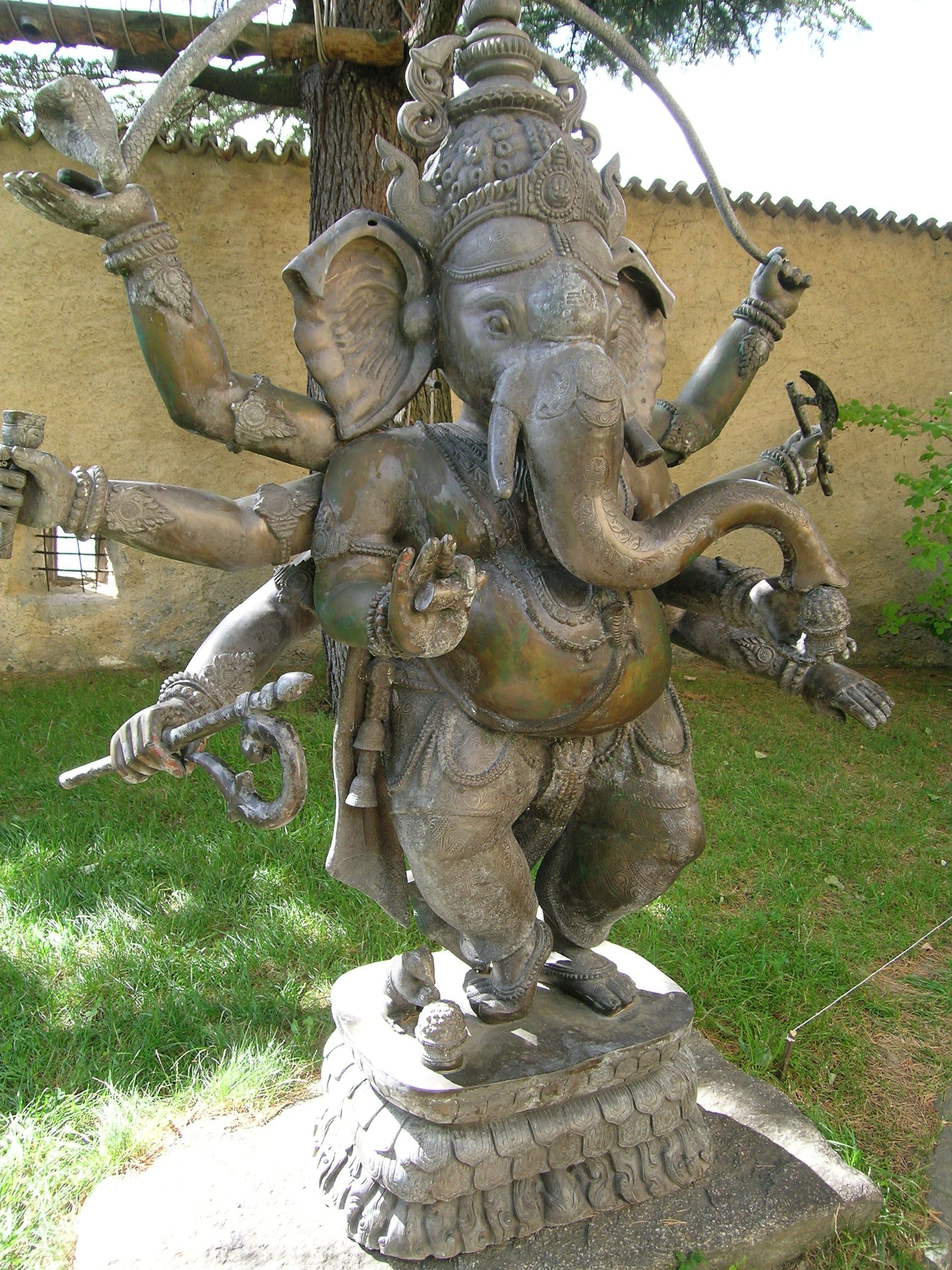
Ganesha, der Elefantengott
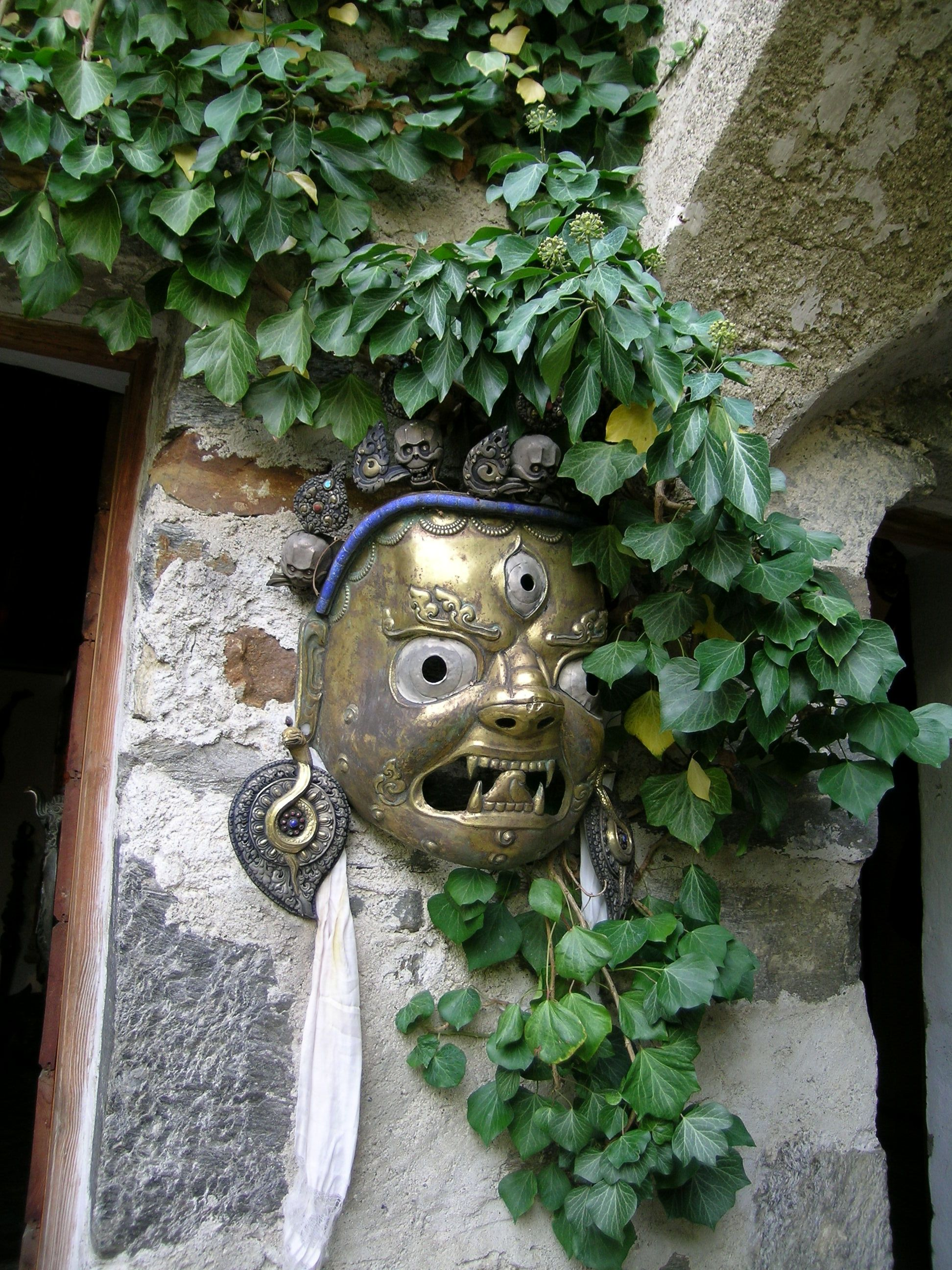
Bhairab-Maske
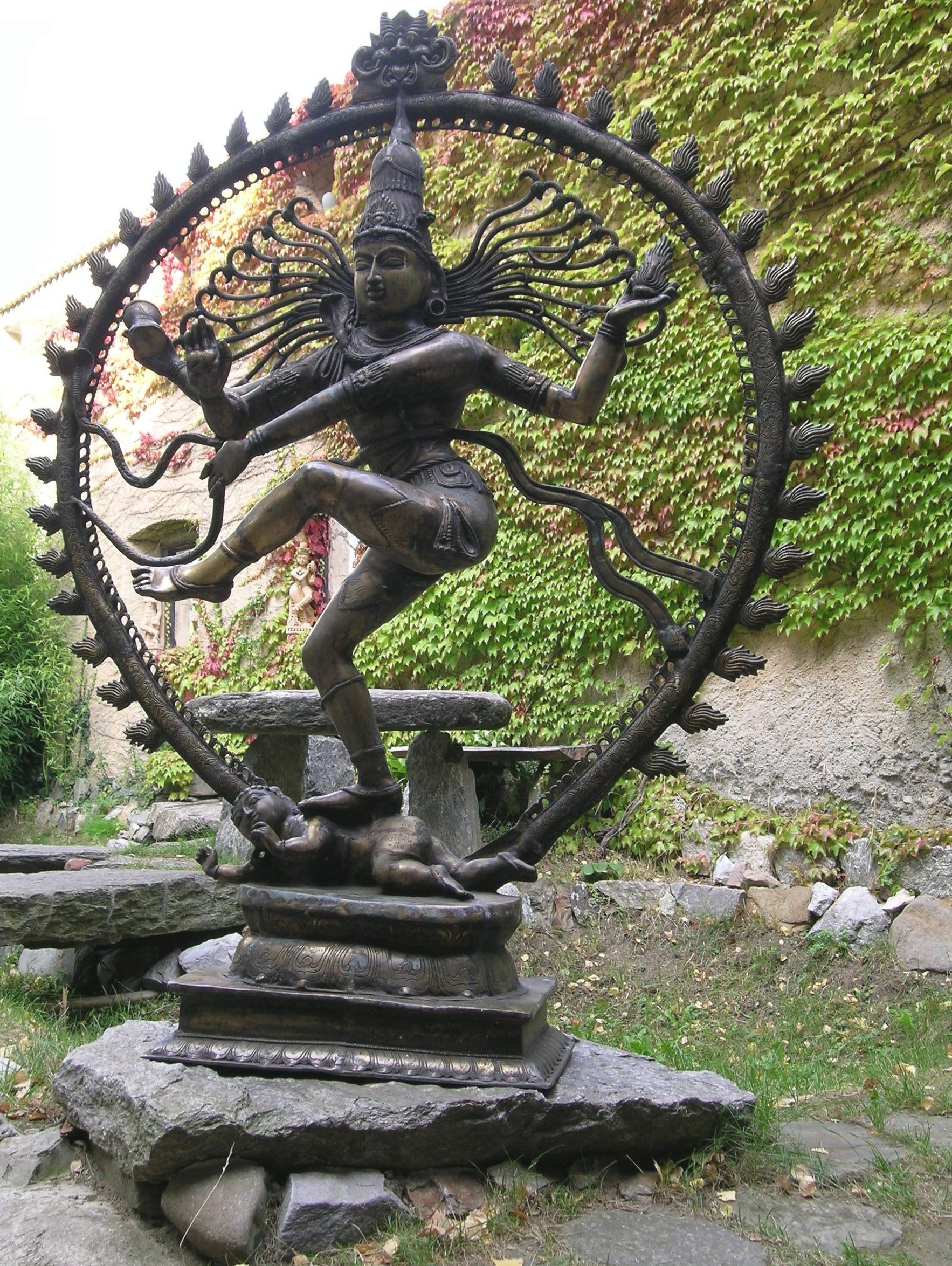
Shiva als Nataraja

Im Inneren
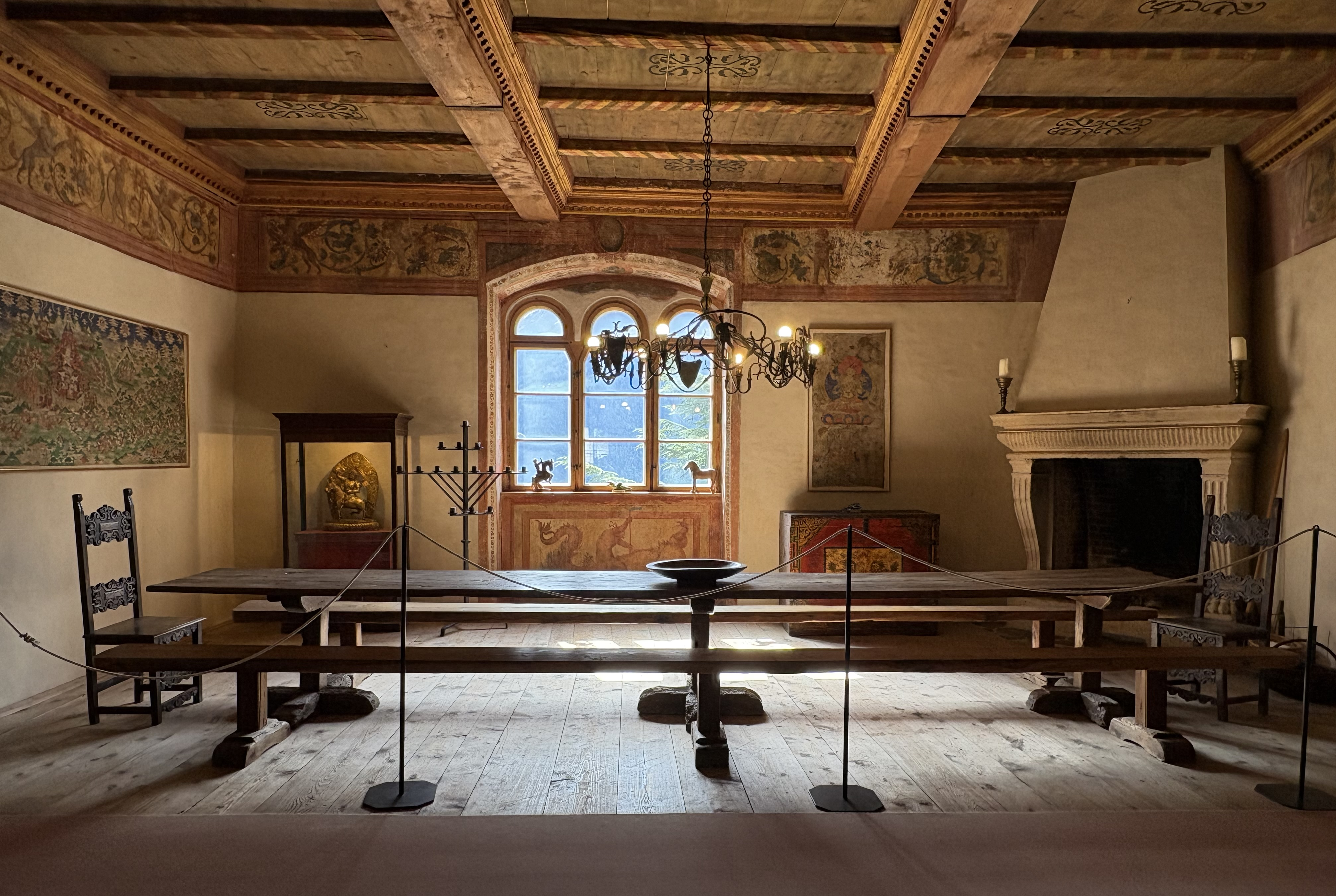
Rittersaal
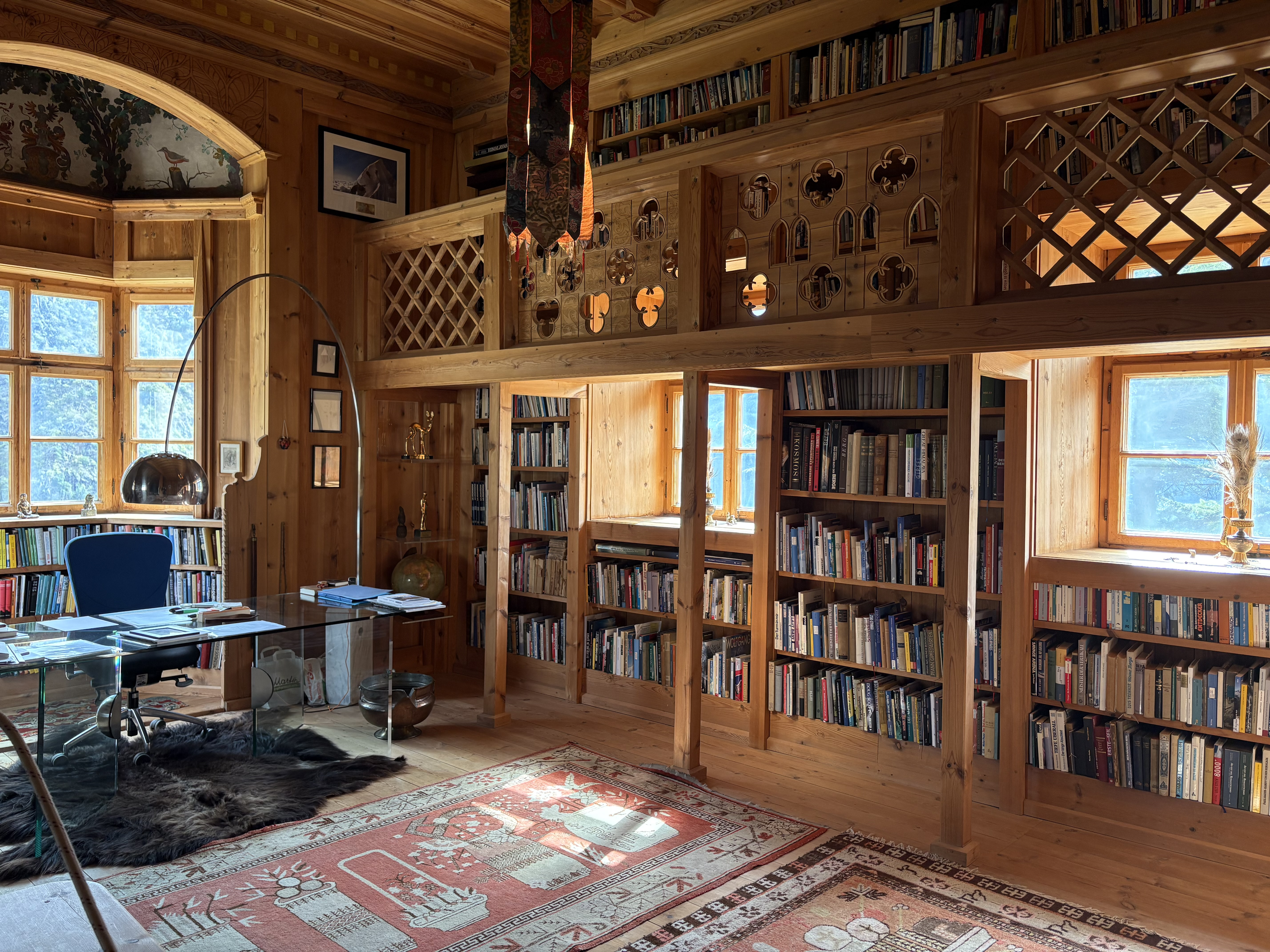
Bibliothek
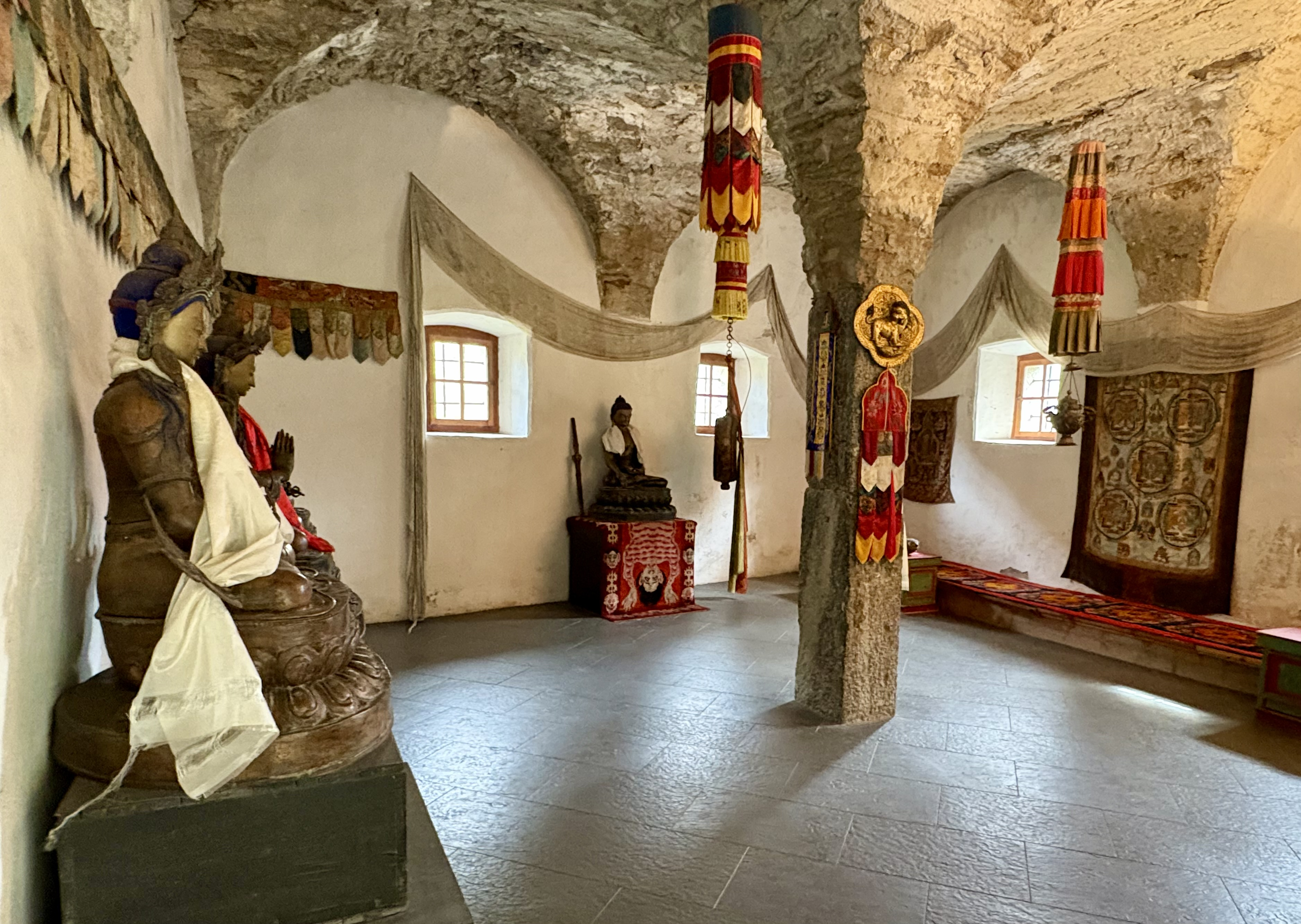
Meditationsraum
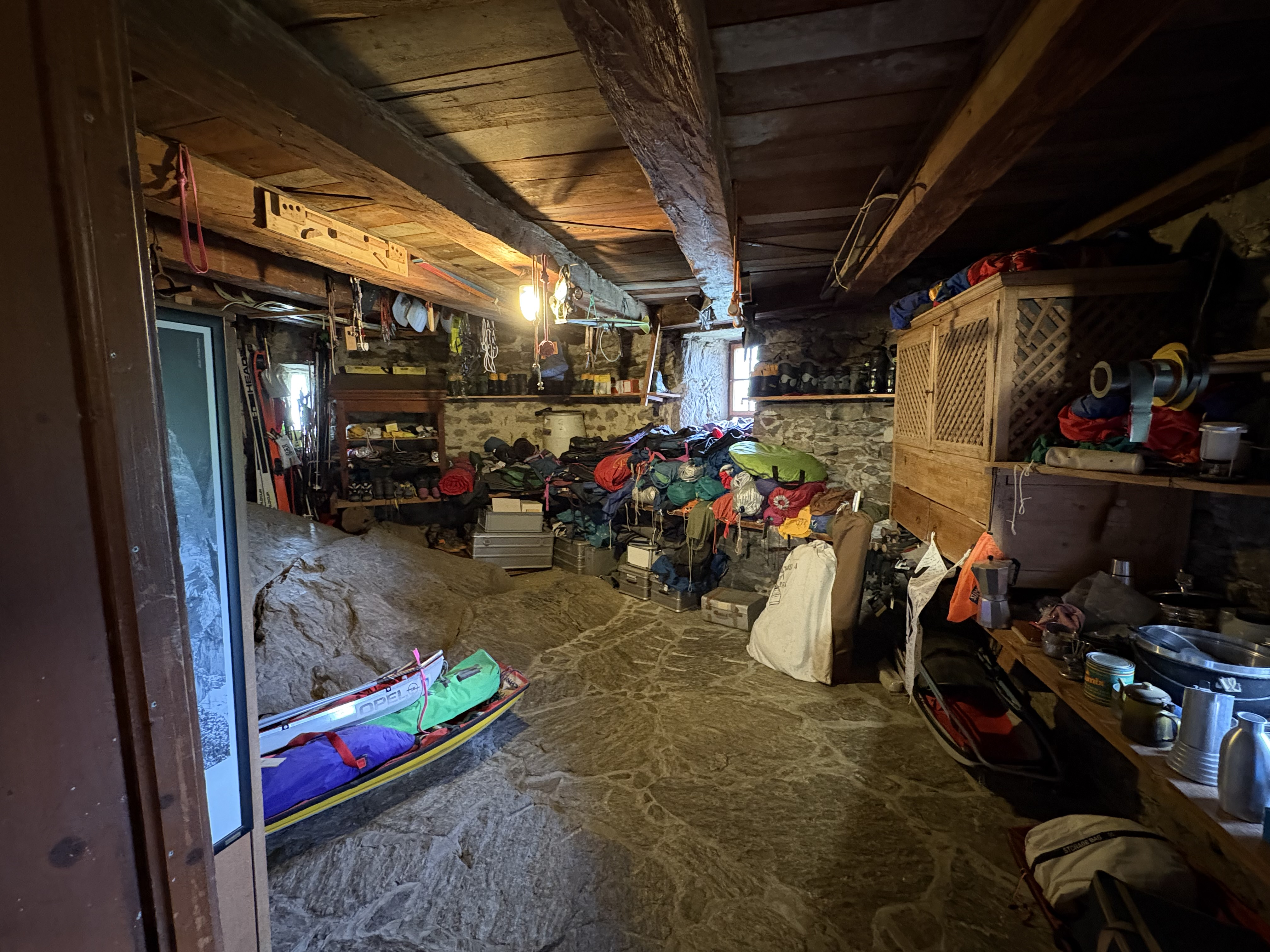
Expeditionsraum